# Tahatint
Ein Tahatint ist eine Schachtel aus Ziegen- oder Zebu-Leder der Touaregs.

## Beschreibung
Sie werden aus Häuten hergestellt im Gebiet von Idjadah, einem Ksar des Stammes der R'ali. Sie dienten zum Transport von Butter oder anderen Lebensmitteln.

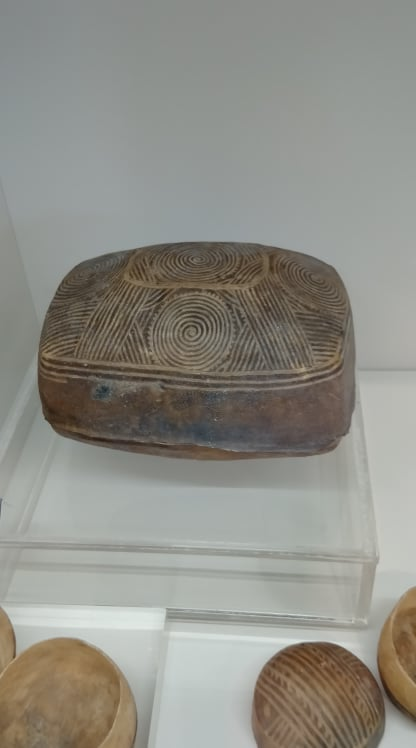
Tahatint im Naturmuseum Saint-Denis de la Réunion
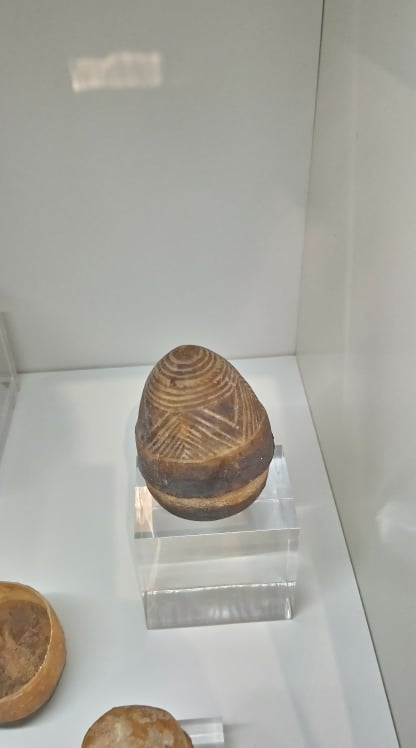
Tahatint aus dem Niger
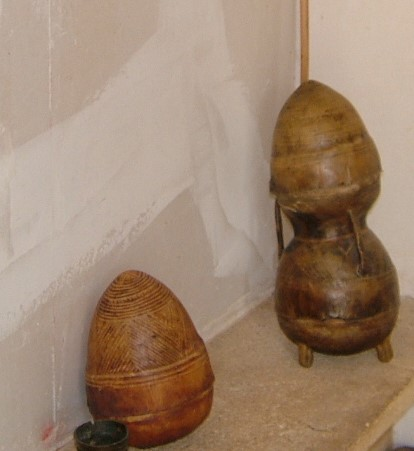
Tahatint